# Восстание Саржана Касымова
Восстание Саржана Касымова (каз. Саржан сұлтанның көтерілісі) — вооруженное восстание казахов Среднего жуза под руководством казахских султанов Касыма и его сына Саржана, ставшее одним из наиболее продолжительных национально-освободительных движений против экспансии Российской империи в казахские степи.

## Предыстория и причины восстания
Касым-султан вместе со своими детьми и близкими родственниками протестовали против российской экспансии, начавшейся после создания Кокчетавского приказа в центре владений потомков Абылай-хана. Сначала он пытался разрешить конфликт мирными путями.
17 сентября 1824 года Касым-султан выразил протест генерал-губернатору Западной Сибири Капцевичу, обращая внимание на строительство укреплений в Среднем жузе. Он напоминал о договорённостях между его отцом, Абылаем, и Россией относительно границы, нарушение которой вызывало его беспокойство. Касым выражал недовольство военными укреплениями, выселением казахов и ограничениями в добывании соли из озер.
24 июня 1825 года Касым-султан обратился к Оренбургскому генерал-губернатору, просив ликвидировать Кокчетавский приказ и позволить им жить по своим обычаям. Он выразил готовность служить государю императору во благо обеих сторон. Однако просьбы были отвергнуты Советом Омского областного управления 9 октября 1825 года, что послужило началом 11-летнего восстания Касымовых против России.

## Восстание

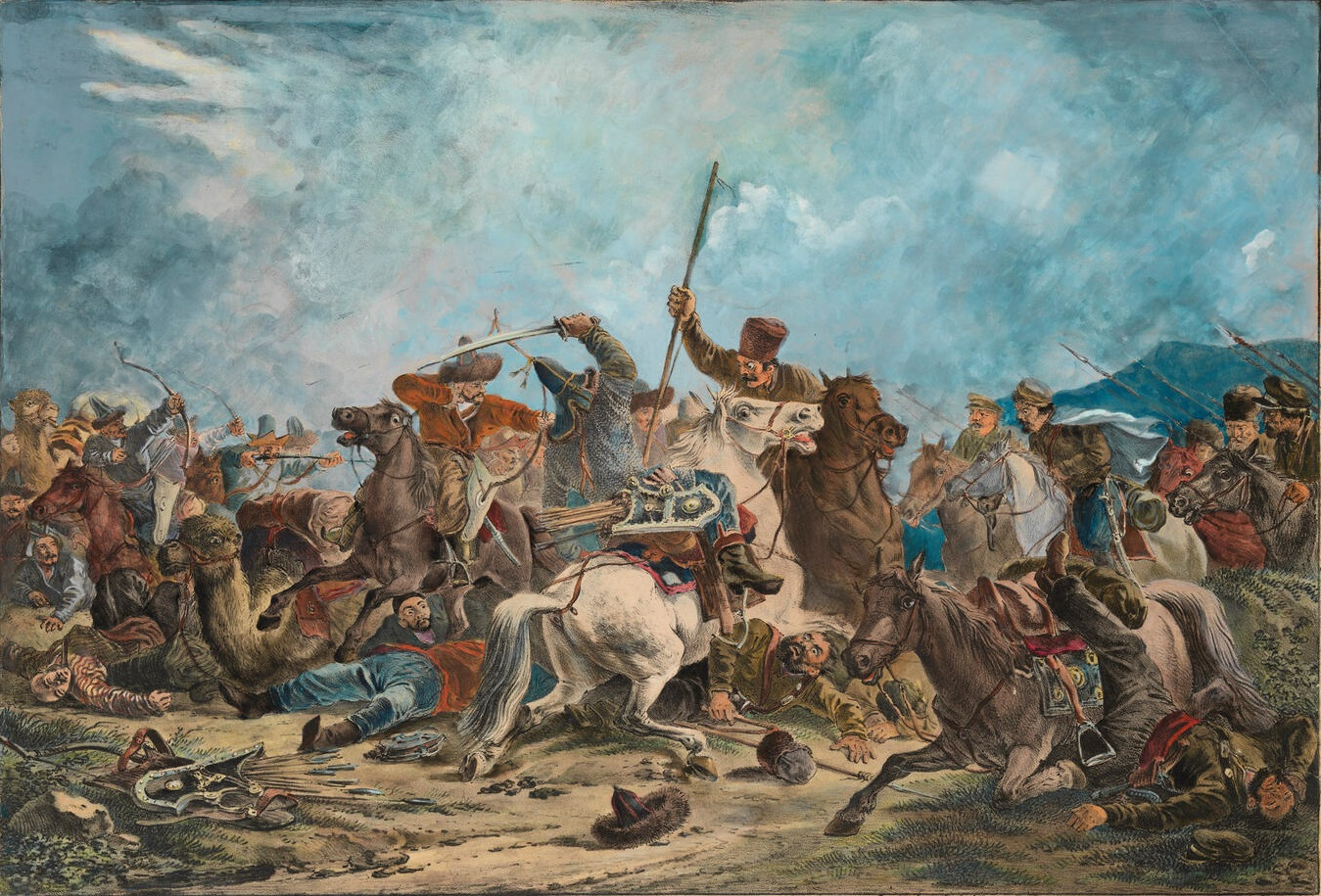
Орловский А. О., «Битва казаков с киргизами», 1826 г.

### Начало восстания. Первые столкновения
В феврале 1825 года казахи организовали ряд нападений на караваны, выходивших из Ташкента в Петропавловск. Полковник Броневский, прознав об этом со слов Турсуна Чингисова, ответил ему: «Орлам объявлена война от мух, которые жужжат над ушами, не ведая о том, что от одного крыла исчезнут как прах».
22 сентября (2 октября) из Каркаралинска выдвинулся сотник Карбышев с отрядом из 200 казаков с одним орудием. Из Кокчетавского приказа также вышел войсковой старшина Лукин с 100 казаками для отвлечения внимания. Саржан-султан, узнав о начавшемся карательном походе, ушел в глубь Степи.
С 5 (17) по 9 (21) ноября состоялось три сражения между восставшими и русскими отрядами. Первая стычка состоялась у озера Шошкаколь, где отряд казаков был атакован пятью сотнями казахов, однако казаки отразили нападение. Второе столкновение (8 ноября) произошло на реке Соналы, в ходе которого русские отряды напали на аулы Саржана, но восставшие отбили атаку. 9 ноября состоялось последнее сражение русских с повстанцами. Отряд Карбышева атаковал аулы казахского султана у гор Адыр, в урочище Кок-Донбак. Карательные войска  разгромили аулы и захватили 2200 лошадей и верблюдов.

### Боевые действия в Степи
В апреле 1826 года Кенесары Касымов совершил поход против казаков и 18 (30) апреля встретил на своем пути казачий разъезд. Завязалось сражение, в ходе которого обе стороны понесли потери, но Кенесары был вынужден отступить. На обратном пути отряд казахов был окружен, но сумел прорваться.
В августе Саржан предпринял поход на Каркаралинский приказ, но столкнулся с войсками Карбышева и отступил.
В 1827 году отряд из 500 казахов совершил набег на разъезд урядника Кудрявцева и убил 9 человек. В погоню за ними отправился Лукин, вышедший из Семиярской станицы и в сентябре того же года разбивший аулы восставших, убив большое количество мирного населения.
19 (31) июля 1831 отряд Касым-султана совершил неудачный набег на урядника Парадьева вблизи с горами Арганаты. 
В октябре—ноябре того же года ожидалось вторжение на линию со стороны ташкентского кушбега. Гарнизон линии начал подготавливаться к предстоящему вторжению, однако в начале ноября стало известно, что слухи о походе кушбега распространяет сам Саржан.
1 (13) марта 1832 Саржан выступил из районов Сулуколя и совершил набег на пророссийские аулы биев, угнав 1600 лошадей. Против восставших вышел крупный карательный отряд и 24 марта (4 апреля) состоялось сражение. Повстанцы, имея дефицит огнестрельного оружия, отступили.
6 (18) марта сотник Потанин в урочище Кара-Агач встретил отряды Саржана, который укрепился в коргане. Сотник вступил в переговоры с казахами, но переговоры закончились безуспешно и толпы мятежников бросились на казаков. Завязалась перестрелка, длившаяся час. Казаками были убиты 37 казахов, сами они потеряли троих ранеными, 13 ружей, 10 сабель, 5 пик и 112 лошадей.
В конце сентября в Кокчетавском округе появились отряды восставших, против которых выступил сотник Чириков с полусотней казаков. Казахи изматывали силы русских отрядов, уходя в глубь степи и ночью  6 (18) октября атаковали ночлег казаков у озера Джаксыкуль. Русские отразили набег, но не смогли организовать преследование ввиду темноты.

### Партизанская война восставших казахов
В течение 1833 года казахские повстанческие отряды продолжали ввести партизанскую борьбу. Были подвергнуты нападениям пророссийские аулы, торговые караваны, пикеты и разъезды (недоступная ссылка).
13 (25) сентября Кушик Касымов напал на казаков в Пресногорьском редуте. Один казак был убит и двое получили тяжелые ранения.
16 (28) сентября у казаков озера Якши-Янгыстав угнали четырех лошадей.
В ночь 17 (29) сентября мятежники атаковали Мизгильский пикет и угнали четырех лошадей, вступив в перестрелку с казаками. 
25 сентября (7 октября) казахи угнали с Азатовского пикета 11 лошадей «неизвестно куда».

### Поход кокандской армии. Конец восстания
Весной 1834 года 6-тысячная кокандская армия совместно с Саржаном Касымовым отправилась в поход на территорию Среднего жуза, заняв горы Улытау. Против кокандцев и Саржана был снаряжен 1-тысячный русский отряд с шестью орудиями под командованием генерал-майора Броневского. Узнав о выступлении Броневского, ташкентский кушбег отступил с Улытауских гор. Прибыв к Кургану, Броневского встретил лишь небольшой гарнизон крепости, который сразу сдался.
После похода 1834 года, кушбеги Ташкента больше не предпринимали походов против Российской империи. На этом закончились и боевые действия в восстании 1825—1836 годов.

## Поражение восстания
В 1836 году генерал-губернатором Западной Сибири и командиром Отдельного Сибирского корпуса был назначен генерал-лейтенант П. Д. Горчаков.
В том же году от рук ташкентского кушбека погибают Саржан и Есенгельды Касымовы. Через год начинается 10-летнее восстание казахского народа под предводительством Кенесары Касымова, направленное против Российской империи и Кокандского ханства.

## Параллельно-сопутствующие события

### Российско-кокандский конфликт

#### Хронология
- Весной 1831 года ташкентский кушбег во главе 40-тысячного войска основал укрепление в урочище Кара-Агач.
- В мае 1832 года кокандские войска простроили три кургана у мазаров Алаша-хана, Болганана и Джучи-хана.
- 22 июня (2 июля) 1832 года отряд Симонова атаковал кокандское укрепление в урочище Каражар. В ходе последовавшего артобстрела, угловые башни и середина стены крепости были обрушены, а затем отряд сотника Лобанова совершил обманный манёвр, а основной отряд Симонова предпринял штурм крепости. Комендант укрепления Сайтамат-ходжа капитулировал.
- 1 (12) июля 1832 года Симонов захватил второе укрепление кокандцев в урочище Торткулан. В боях 22 июня (2 июля) и 1 (12) июля со стороны казачьих отрядов было убито три человека, один тяжело ранен.
- Весной 1835  года ожидалось вторжение кокандских войск в Акмолинский округ, однако военных действий не последовало.